# Lactol

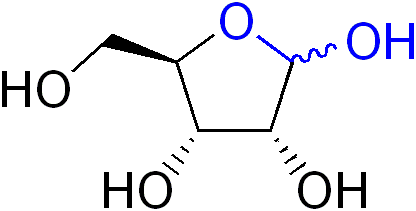
El grupo funcional lactol, resaltado en azul, está presente en muchos azúcares como en la ribosa mostrada aquí.

En química orgánica, un lactol es el grupo funcional formado por la adición nucleofílica intramolecular de un grupo hidroxilo a un aldehído. Un lactol es el equivalente cíclico de un hemiacetal.
Un lactol suele ser encontrado en mezcla de equilibrio con el hidroxialdehído correspondiente. El equilibrio puede favorecer cualquier dirección, dependiendo del tamaño del anillo y otros efectos conformacionales.
El grupo funcional lactol es prevalente en la naturaleza como componente de los azúcares aldosa.

## Reactividad química
Los lactoles pueden participar en una variedad de reacciones químicas, incluyendo:
- Oxidación para formar lactonas
- Reacción con alcoholes para formar acetales
  - La reacción de los azúcares con alcoholes u otros nucleófilos conduce a la formación de glicósidos
- Reducción (deoxigenación) para formar éteres cíclicos